# Hypnum aquaticum
Hypnum aquaticum là một loài Rêu trong họ Hypnaceae. Loài này được (Hedw.) Jolycl. mô tả khoa học đầu tiên năm 1803.